# Путивский заказник
Путивский заказник — ботанический заказник общегосударственного значения, расположенный на востоке Новгород-Северского района (Черниговская область, Украина). Заказник создан 20 августа 1996 года. Площадь — 150 га. Код (государственный кадастровый номер) — 5А00000Ж0001. Находится под контролем Горбовского сельсовета.

## История
Был создан Указом Президента Украины от 20.08.1996 года № 715/96.

## Описание
Заказник создан для охраны комплекса типичных пойменных лугов Десны, которые практически не изменены хозяйственной деятельностью человека и отличаются значительным флористическим и фитоценотическим разнообразием. Территория имеет слегка волнистую поверхность с высокими гривами и узкими понижениями.
Ближайший населённый пункт — село Путивск Новгород-Северского района Черниговской области Украины, город — Новгород-Северский.

## Природа
Путивский заказник имеет научную ценность для сохранения генофонда луговых видов, в том числе редких видов и может быть использован для проведения мониторинговых исследований лучных участков поймы реки Десна.
Почвенный покров заказника представлен преимущественно дерново-глеевыми супищаными и луговыми почвами, в понижениях — лугово-болотными.

### Флора
На территории заказника преобладают участки настоящих лугов (60 %), болотные — менее распространены (30 %), также присутствуют остепнённые луга. Настоящие луга представлены преимущественно ценозами (сообществами) лисохвоста лугового (Alopecurus pratensis) и овсяницы луговой (Festuca pratensis). Сообщества этих лугов наиболее характерны для поймы Десны. В их (луговом разнотравье) составе представлены таволга вязолистая (Filipendula ulmaria), луг угловатый (Аllium angulosum), лютик ползучий (Ranunculus repens), василисник блестящий (Тhalictrum lucidum), чина луговая (Lathyrus pratensis) и прочие. На лугах встречаются два вида шпажника (гладиолуса): шпажник тонкий (Gladious tenuis) и шпажник черепитчатый (Gladious imbricatus).
В наиболее увлажнённых и пониженных участках Путивского заказника распространены сообщества с участием манника большого (Glyceria maxima), двукисточника тростниковидного (Phalaroides arundinacea), бекмании обыкновенной (Beckmannia eruciformis) и прочих влаголюбных видов.
Флора заказника насчитывает более 150 видов сосудистых растений, преимущественно луговых и лугово-болотных. Также тут произрастает три вида растений, занесённых в Красную книгу Украины: ятрышник болотный (Orchis palustris), пальчатокоренник мясо-красный (Dactylorhiza incarnata), шпажник тонкий (Gladiolus tenuis); три вида растений, находящихся под региональной охраной: шпажник черепинчастый (Gladiolus imbricatus), ирис сибирский (lris sibirica), девясил высокий (Іnulа helenium).